# Taskriout
Taskriout est une commune de la région de Kabylie en Algérie, située au Sud-Est de la wilaya de Béjaïa sur la RN 09 et voie de passage vers les communes Aït-Smail, Kherrata et, par occurrence, vers Sétif. Elle compte cinq villages qui sont Aït Ali Oumhend, Aït Mbarek, Aït Idris, Arrechah et Rif. Le chef-lieu de la commune est Bordj-Mira. La commune de Taskriout appartient à la daïra de Darguina.

## Géographie

### Situation
| Tizi N'Berber | Aokas     | Souk El Ténine |
| Aït-Smail     | Taskriout | Darguina       |
|               | Kherrata  |                |

### Relief, géologie, hydrographie
La commune de Taskriout se caractérise par un relief accidenté et des potentialités hydriques très importantes.

### Lieux-dits, quartiers et hameaux
Outre son chef-lieu Bordj-Mira, la commune de Taskriout est composée des villages suivants : Aït Idriss " Kefrida, Taghzout, Aâwine,thazrarth,tizi-ntemridjth"; Ait Mbarek " Aït Lehiout, Lota N'Tzemourth, Tamotra, Tabraht, Lâansar, Seguen "; Riff " Anekouche,Ihewawene, ,Lâanser, Lmerdj, Tala Oumazigh"; Ait Ali Ou M'hand[réf. nécessaire] et Arrechah.

## Toponymie
Tassakhriwt, transcription taskriout par les Français. Nom donné à cette commune et gardé jusqu’à ce jour.

## Histoire
Taskhriwt est le nom donné à une veuve venue d'Ait Skheur, village de la commune d'Ait Djellil Daira de Oued Amizour, avec ses cinq enfants. Elle s'établit alors au lieu-dit "Riff", près d'une source. Avec le temps, ses enfants devenus adultes se partagèrent la région. Ainsi, la veuve "Thaskhriwt" demeura au village Riff, ses cinq enfants fondèrent les villages environnants : Abdallah pour Ait Abdallah -Aissa pour Ait Aissouth- Mbarek pour Ait Mbarek - Ali pour Ait Ali Oum'hand et Idriss pour Ait Idriss.
Les prénoms musulmans de ses fils attestent que la veuve était de confession musulmane à son arrivée dans la région à partir du 8eme siècle où elle trouva des Amazighs au lieudit "Thala-Oumazigh".
En 1510, le sultan Abdelaziz [hafside) Roi du Royaume Berbère de Bougie, chassé par les Espagnols, prit la fuite vers la Qalaa Béni Abbés avec sa famille et ses biens où il s’établit. Après une période instable à la Qalaa, due à des luttes contre les Espagnols puis les Turcs, plusieurs rois hafsids des beni abbes, se sont succédé. Le dernier sultan Mohamed Amokrane mourut en conseillant à ses cinq enfants de quitter la Qalaa vers la fin du 16e siècle. Le premier prince resta à Barbacha, le second à Madjana, le troisième à Ziama, le quatrième à Ait Smail et le dernier devint Hadj Mohamed Pacha d’Alger. Avec le temps, le prince Smail qui demeura à Thaskhriwt, riche et savant, donna son nom à la région pour s’appeler "Ait Smail" par rapport à sa renommée princière. Le nom de la famille royale "Mokrani" existe encore de nos jours à Ait Abdallah. Ce passage historique a été relaté par Y. Benouidjet dans son livre d’histoire paru en 1977, sous le titre "La Qalaa Beni Abbés" (page 302, rapporté par Ab. Rahmouni).
Par ailleurs, il y a dans cette région située entre les montagnes séparant Kherrata au Sud et Aokas au Nord, des vestiges romains apparents. Une cité de transit fut construite en pierre au lieu-dit "Thala Oumazigh" (Riff). Elle servait de base de relais aux voyageurs romains venant en carrosse, de [Sitifis] pour rejoindre Saldae (Bejaia), en empruntant une piste carrossable passant par la base-vie de Thala Oumazigh, puis de la source de Kefrida pour aller sur Aokas puis Bougie. Les Romains durent tracer cette route dallée pour contourner les gorges de "Chaabet el akhra" à l'époque infranchissables.
L'appellation "Thala Oumazigh" évoque l'histoire antique de la région d'Ait Smail, bien avant l'arrivée des Romains qui y trouvèrent des Amazighs.

### Guerre d'Algérie
Durant la Guerre d’Algérie, eut lieu un accrochage au lieu-dit "lakhrout" au djebel "L'Hatt", au cours de laquelle quatorze militaires français et treize combattants algériens furent tués. Une stèle est érigée sur les lieux à côté des tombes des Algériens morts au combat. Une carcasse de moteur d'avion bombardier, abattu par l'ALN au djebel "LHatt" en 1959, s'y trouve comme vestige de cette bataille.

## Administration et politique
Taskriout, anciennement appelé Riff, relevait à l’époque française de la commune mixte de Oued Marsa (Aokas).

## Vie quotidienne
Pour les traditions de la région, lors d'un décès d'un proche, les repas mortuaires sont pris en charge pendant 3 à 7 jours consécutifs, par les proches parents et les voisins. Seuls les parents du défunt et les étrangers venus de loin,y prennent part, à l'exclusion des habitants de la région.
La dot du mariage a de tout temps été fixée par Tadjmaat de la mosquée. A titre référentiel, le quantum de la dot en 1970, était de 320 DA pour évoluer à 5000 DA en 2018, le seuil maximum.

## Patrimoine
Deux grandes cascades existent dans la commune de Taskriout. La cascade de Kefrida se situe à Ait Idriss et la cascade de Thala Oumazigh entre Ait Ali Oumhand et Riff. Une source salée existe encore au lieu dit "Thamelaht" d'où les habitants de Ait Smail extraient du sel.